# The Protecting Veil
The Protecting Veil (El velo protector) es una composición musical para violonchelo y cuerdas por el compositor británico John Tavener. Completada en 1988, la obra fue en un principio una sugerencia del chelista Steven Isserlis y posteriormente un encargo de la BBC para la temporada del año 1999 de los Proms. La inspiración de la pieza viene de la celebración ortodoxa de el velo protector de la Madre de Dios, que conmemora la aparición de María de Theotokos a principios del siglo X en la iglesia del Palacio de Blanquerna en Vlacherni, Constantinopla.
La obra, que tiene una duración de unos 43 minutos, consta de ocho secciones:
1. El velo protector
2. La natividad de la Madre de Dios
3. La Anunciación
4. La Encarnación
5. El lamento de la Madre de Dios ante la cruz
6. La Resurrección
7. La Dormición
8. El velo protector (conclusión)